# Важа (приток Важинки)
Важа — река в России, протекает по Карелии, недалеко от её границы с Ленинградской областью. Исток — небольшое озеро в Прионежском районе. Течёт на юго-запад, устье реки находится в 60 км от устья Важинки по левому берегу, в Пряжинском районе. Длина реки составляет 14 км. Населённых пунктов на реке нет.

## Данные водного реестра
По данным государственного водного реестра России относится к Балтийскому бассейновому округу, водохозяйственный участок реки — Свирь без бассейна Онежского озера, речной подбассейн реки — Свирь (включая реки бассейна Онежского озера). Относится к речному бассейну реки Нева (включая бассейны рек Онежского и Ладожского озера).
Код объекта в государственном водном реестре — 01040100712102000012561.